# Saint-Hernin
Saint-Hernin é uma comuna francesa na região administrativa da Bretanha, no departamento Finisterra. Estende-se por uma área de 29,85 km². Em 2010 a comuna tinha 774 habitantes (densidade: 25,9 hab./km²).